# Calle Lanza
La calle Lanza es una vía pública de la ciudad española de Sevilla.

## Descripción
La vía discurre desde la calle Imperial hasta Santiago. Aparece descrita en la Noticia histórica del origen de los nombres de las calles de esta ciudad de Sevilla (1839) de Félix González de León con las siguientes palabras:

Calle de la Lanza. Pertenece al cuartel D. y á parroquia de Santiago. No sé cual sea el origen de su nombre, ni hay en ella nada que observar: es muy estrecha y pasa desde la parroquia de dicho santo, á la calle Imperial.
(González de León, 1839, p. 345)